# Storie di santa Barbara
Storie di santa Barabara sono due tavole del pittore veronese Nicola Giolfino oggi conservate nel museo di Castelvecchio a Verona e realizzate tramite la tecnica di tempera su tavola. 
Molto probabilmente si trattava di una predella per la pala d'altare Madonna con il Bambino e i santi Giuseppe, Antonio Abate, Paolo e Orsola, ora perduta, realizzata sempre da Giolfino per la chiesa di Sant'Eufemia a Verona. In momenti non ben precisati, le due tavole passarono in diverse collezioni private prima di approdare definitivamente presso le collezioni civiche cittadine. Nelle immagini si possono riconoscere diversi luoghi della città scaligera e in particolare piazza dei Signori. Osservando proprio la rappresentazione della piazza si possono notare la mancanza delle due porte realizzate nel 1533 da Michele Sanmicheli per volere del podestà Giovanni Dolgin e quindi si può desumere che Giolfino le abbia dipinte antecedentemente a questa data e successivamente al 1524 (anno in cui Lorenzo Lotto affrescò Storie di santa Barbara da cui il pittore veronese trasse sicuramente ispirazione). È stato osservato di come Giolfino abbia raggiunto «il perfetto equilibrio tra la precisione del cartografo e la fantasia dell'arista [...] questo frammento di paesaggio urbano costituisce un prezioso documento storico e, insieme una delle immagini più vivaci e suggestive di tutto il suo repertorio».